# Zdeněk Fišera
Zdeněk Fišera (24. května 1954 Jilemnice – 7. května 2022 Tanvald) byl český amatérský historik a kastelolog.

## Život
Fišera vystudoval Odborné železniční učiliště a pracoval jako zaměstnanec Českých drah. V letech 2000–2004 pracoval pro Národní památkový ústav. Od roku 2003 se věnoval pouze publikační činnosti. Roku 1988 založil v Jilemnici Klub přátel historie Transsaltum, byl jedním ze zakládajících členů Klubu Augusta Sedláčka a členem České archeologické společnosti. 

## Dílo
Fišera se zaměřoval na dějiny a stavební podobu hradů a tvrzí (zejména skalních a jeskynních hradů), městských a církevních opevnění, radnic a věží. Publikoval odborné články v časopise Hláska a ve sborníku Dějiny staveb. 

## Publikace (monografie)
- Církevní opevnění v Čechách, na Moravě a ve Slezsku : turistický průvodce, Velké Přílepy 2019.
- Encyklopedie městských bran v Čechách, na Moravě a ve Slezsku, Praha 2007.
- Encyklopedie městských věží v Čechách, na Moravě a ve Slezsku, Praha 2006.
- Historické radnice Čech, Moravy a Slezska 1–2, Praha 2009–2010. (spoluautor Karel KIBIC)
- Hrad Chlum-Kozlov u Turnova, Plzeň 2014.
- Hrady a sídla Krkonoš, Vrchlabí 2019.
- Hrady a tvrze na Mladoboleslavsku, Mladá Boleslav 2002.
- Jeskynní hrady střední Evropy, Praha 2005.
- Loupeživí rytíři a zemští škůdci Království českého a jejich sídla, Praha 2013.
- Městské věže v Čechách, na Moravě, ve Slezsku, Praha 2011.
- Moravské a slezské hradní kaple : turistický průvodce Velké Přílepy 2017.
- Opevněné kostely v Čechách, na Moravě a ve Slezsku : turistický průvodce Praha 2015.
- Skalní hrady : turistický průvodce Velké Přílepy 2015.
- Skalní hrady zemí Koruny české, Praha 2004.
- Staré pověsti od Broumova k Mělníku, Velké Přílepy 2019.
- Tvrz a zámek v Jilemnici, Plzeň 2023